# Anders Gottlieb Herkepæus
Anders Gottlieb Herkepæus, född 1728 i Enköping, död 1787, var en finlandssvensk poet och riksdagsman. Tillsammans med Carl Friedrich Eckleff stiftade han 1753 det litterära sällskapet Tankebyggarorden. Han publicerade flera dikter i sällskapets samlingar Våra försök. Under åren 1764 till 1780 var han borgmästare i Nådendal samt riksdagsman 1765-79.